# El Bobadal
El Bobadal (también conocida simplemente como Bobadal) es una localidad del Departamento Jiménez, en la provincia de Santiago del Estero, Argentina.
La localidad sirve como centro urbano para varios asentamientos rurales de menor tamaño que la rodean, como San Pedro, San Félix, San Andrés, San Roque, San José, o San Roque, entre otras.

## Toponimia
Se debe a montes de «palo bobo» (o «aliso del río») Tessaria integrifolia («bobadales»), un arbusto erecto de la familia de las asteráceas.
El diccionario de la Real Academia Española de letras incluye la palabra «guadal» (por «aguadal», de «aguada»). En su primera y única acepción —siempre según este diccionario— quiere decir ‘extensión de tierra arenosa que, cuando llueve, se convierte en un barrizal’. Tal como se dice en El Bobadal, el origen del nombre es «guadal», deformado por el uso, pero es palabra castellana, no quichua.

## Población
Cuenta con 1,552 habitantes (Indec, 2010), lo que representa un incremento del 13,4 % frente a los 1,369 habitantes (Indec, 2001) del censo anterior.
| Gráfica de evolución demográfica de El Bobadal entre 1991 y 2010 |
|                                                                  |
| Fuente: Censos nacionales del INDEC                              |